# Camp Pendleton South
Camp Pendleton South – jednostka osadnicza w Stanach Zjednoczonych, w stanie Kalifornia, w hrabstwie San Diego.